# Panning

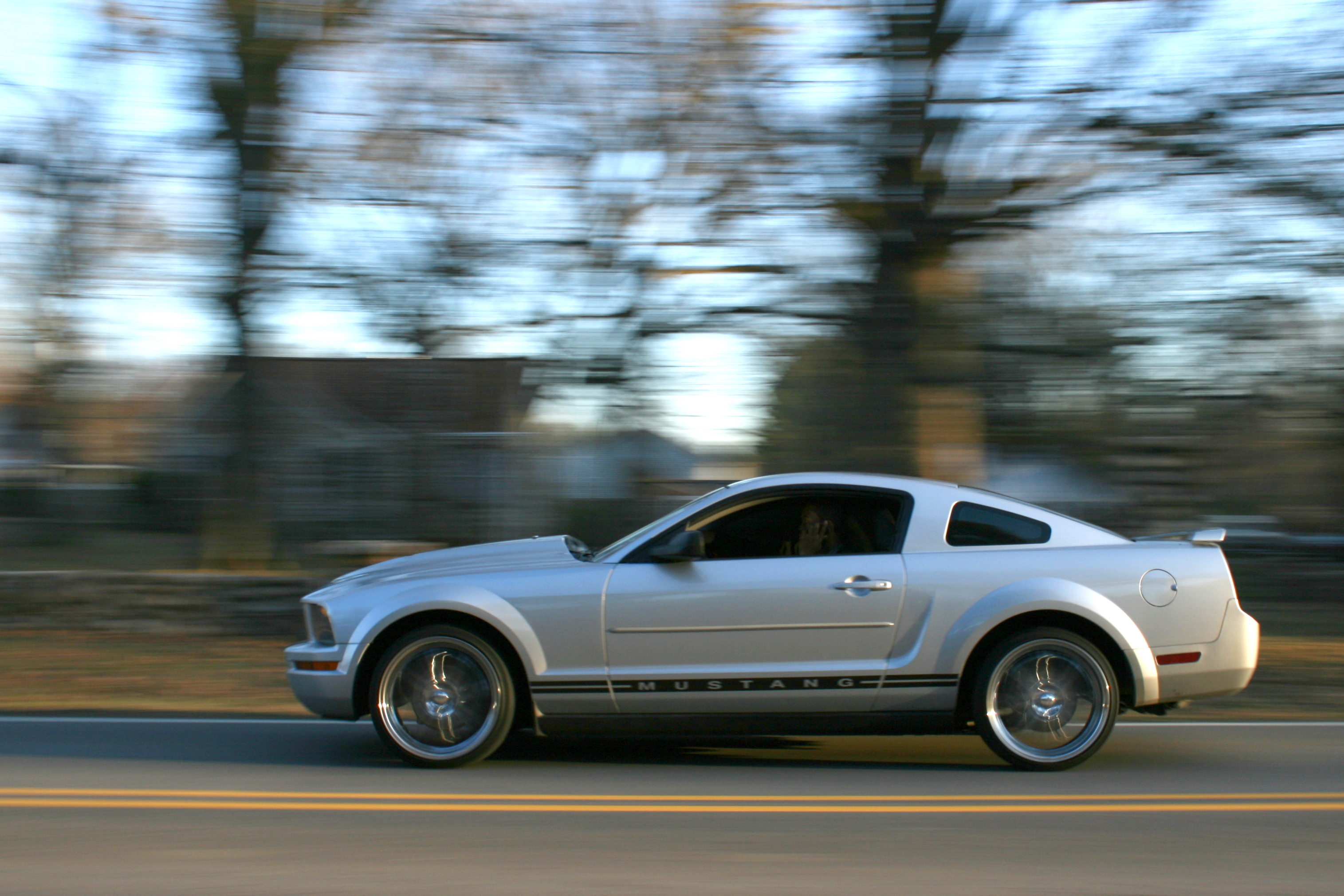
Ford Mustang EB com efeito panning

Panning é o efeito ótico feito por uma câmera fotográfica com a velocidade de obturação lenta no qual é possível manter um assunto em foco ao mesmo tempo em que seu fundo fica com um efeito arrastado ou borrado. Fotografia pannning: efeito fica mais fácil ao fotografar esportes.
Tudo está ligado à velocidade de obturação. Quando alta, você consegue captar imagens estáticas e congeladas. Quando lenta, você consegue um efeito de movimento.